# Metarranthis warneri
Metarranthis warneri là một loài bướm đêm trong họ Geometridae.